# Želimir Zagotta
Želimir Zagotta (Zagreb, 23. lipnja 1925. – Zagreb, 28. studenog 2011.) bio je hrvatski filmski i kazališni scenograf i arhitekt.

## Filmografija

### Televizijske uloge
- "Jelenko" (1981.)

### Filmske uloge
- "Kontesa Dora" (1993.)
- "Đuka Begović" (1991.)
- "Čovjek koji je volio sprovode" (1989.)
- "Ambasador" (1993.)
- "Rani snijeg u Münchenu" (1984.)
- "Poglavlje iz života Augusta Šenoe" (1981.)
- "Ne naginji se van" (1977.)
- "Vlak u snijegu" (1976.)
- "Ljubav i poneka psovka" (1969.)
- "Opasni put" (1963.)
- "Sudar na paralelama" (1961.)
- "Sreća dolazi u 9" (1961.)
- "Deveti krug" (1960.)
- "Pukotina raja" (1959.)
- "Cesta duga godinu dana" (1958.)
- "Veliko putovanje" (1958.)
- "Svoga tela gospodar" (1957.)
- "Ne okreći se, sine" (1956.)
- "Milioni na otoku" (1955.)
- "Koncert" (1954.)
- "Sinji galeb" (1953.)
- "Kameni horizonti" (1953.)
- "Ciguli Miguli" (1952.)

## Vanjske poveznice
- Želimir Zagotta u internetskoj bazi filmova IMDb-u (engl.)
- Vijest o smrti  Arhivirana inačica izvorne stranice od 4. prosinca 2011. (Wayback Machine)